# Szalontay Tünde
Szalontay Tünde (1964. augusztus 28. –) magyar színésznő, tréner.

## Életpályája
1964-ben született. Az Arvisura társulatában kezdte pályafutását. Hat évet külföldön töltött a Teatro di Rose-ban, Olaszországban. Később Dániában is dolgozott. Hazatérése után évekig a Pintér Béla Társulat tagja volt, 2013-ig. Később szabadúszó lett, több színházban és produkcióban is szerepel, főként alternatív előadásokban.
2013–2016 között a Színház- és Filmművészeti Egyetem drámainstruktor szakos hallgatója volt.

## Fontosabb színházi szerepei
- Denis Diderot: Az apáca (Ludovika nővér) - 2017/2018
- Négy fal között (Ingrid) - 2016/2017
- Garai Judit: H@Hamlet (Szereplő) - 2015/2016
- Peter Weiss: Marat / Sade (Kikiáltó) - 2014/2015
- Schilling Árpád: A párt (Szereplő) - 2013/2014
- Diskurzusművész(t)estek - Harakyrie Eleison (Szereplő) - 2013/2014
- Opera Amorale (Szereplő) - 2012/2013
- Egyszer volt. hol nem volt …HU (Szereplő) - 2012/2013
- Blue Hotel (Szereplő, Szereplő) - 2012/2013
- Shakespeare szonettek (Szereplő) - 2012/2013
- Wajdi Mouawad: Futótűz (Szereplő) - 2011/2012
- Pintér Béla: Kaisers TV, Ungarn (Lágyvölgyi Dombor Panka) - 2011/2012
- Takátsy Péter: Para-frázis (Lány) - 2010/2011
- Pintér Béla: Tündöklő középszer (Judy) - 2010/2011
- Pintér Béla: Szutyok (Irén) - 2009/2010
- Pintér Béla: A démon gyermekei (Szereplő) - 2007/2008
- Pintér Béla: Az Őrült, az Orvos, a Tanítványok és az Ördög (Angyal Hajnal) - 2007/2008
- Pintér Béla: Árva csillag (Vanessza) - 2006/2007
- Pintér Béla: Korcsula (Kincső) - 2006/2007
- Pintér Béla: A sütemények királynője (Olgi) - 2004/2005
- Kertben (Tánc) - 2003/2004
- Pintér Béla: Gyévuska (Kovács) - 2003/2004
- Pintér Béla - Darvas Benedek: Parasztopera (A menyasszony anyja) - 2002/2003
- Pintér Béla: Öl, butít (Szereplő) - 2001/2002
- Roman Sikora: Takarodj, Antigoné! (Antigoné) - 2000/2001
- Pintér Béla: A sehova kapuja (Ibolya) - 2000/2001
- Pintér Béla: Kórház - Bakony (Margitka) - 1999/2000

## Filmes és televíziós szerepei
- Getno (2004) - feleség, anya
- Munkaügyek (2014–2015) – Erzsébet
- Az állampolgár (2016) – Éva
- 1945 (2017) – Rózsika
- Válótársak (2018) – Aranka
- Korhatáros szerelem (2018) – Teréz főnővér
- Egynyári kaland (2019) – Műkritikus
- Drága örökösök (2019-2020) – Biológusnő
- Mintaapák (2020) – Rajnák Judit
- A tanár (2020) – Anya
- A Séf meg a többiek (2022) – Főbérlő